# Травезио
Травезио (итал. Travesio) је насеље у Италији у округу Порденоне, региону Фурланија-Јулијска крајина.
Према процени из 2011. у насељу је живело 875 становника. Насеље се налази на надморској висини од 219 м.

## Становништво
Према резултатима пописа становништва 2011. у општини је живело 1.814 становника.
| 1931. | 1936. | 1951. | 1961. | 1971. | 1981. | 1991. | 2001. | 2011. |
| ----- | ----- | ----- | ----- | ----- | ----- | ----- | ----- | ----- |
| 2.683 | 2.329 | 2.380 | 1.942 | 1.906 | 1.863 | 1.823 | 1.767 | 1.814 |